# Българско училище „Св. Константин-Кирил Философ“ (Атланта)
Българското училище „Св. Константин-Кирил Философ“ е училище на българската общност в град Атланта, щата Джорджия, САЩ. Създадено е през 2009 г. То функционира към Български център за културен напредък – Атланта. В него се изучават български език и литература, история и география на България. Към училището е създаден клуб „Родолюбие“, в който се провеждат занимания по български фолклор. През учебната 2022/2023 г. в него се обучават над 120 деца. Към 2024 г. директор на училището е Милена Капитанова.

## История
Училището е открито на 14 февруари 2009 г. Първи директор на училището е Силвия Чифудова.

## Ученици
Брой на учениците през учебните години:
- 30 – учебна 2009/2010 г.[1]
- над 120 – учебна 2022/2023 г.